# أورثو-ماكنيل
شركة أورثو-ماكنيل للأدوية (بالإنجليزية: Ortho-McNeil Pharmaceutical)‏ كانت شركة نتجت عن اندماج شركتي أورثو وماكنيل في عام 1993م. كانت هاتين الشركتين رائدتين في مجال أدوية علاج الآلام والجهاز الهضمي والمضادات العدوى. اندمجت الشركتين لاحقا مع يانسن لتأسيس مجموعة أورثو-ماكنيل-يانسن ضمن جونسون آند جونسون.
يقع مقر الشركة في راريتان في نيوجيرسي في الولايات المتحدة.

## منتجات الشركة
| المكونات                | الاسم التجاري    |
| ----------------------- | ---------------- |
| مانع حمل فموي           | Ortho Tri-cyclen |
| لصقة منع الحمل          | Ortho-Evra       |
| دوريبينيم               | Doribax          |
| بنتوسان متعدد الكبريتات | Elmiron          |
| ليفوفلوكساسين           | Levaquin         |
| ترامادول                | Ultram ER        |
| رابيبرازول              | Aciphex          |
| ميثيل فندات             | Concerta         |

## روابط خارجية
- الموقع الرسمي